# Arabisk oryx
Den arabiske oryx (Oryx leucoryx) er et dyr i underfamilien hesteantiloper af skedehornede pattedyr. Det er den mindste af oryxerne  med en skulderhøjde på omkring 1 m og en vægt omkring 70 kg. Pelsen er næsten lysende hvid, og undersiden og benene er brune. Sorte striber kan forekomme, hvor hoved og hals mødes og forskellige steder på hovedet. Begge køn har lange, lige eller let kurvede horn på 50-75 cm.
Den arabiske oryx lever i ørken- eller steppelandskaber på Den Arabiske Halvø. Den var uddød i vild tilstand i begyndelsen af 1970'erne, men overlevede i fangenskab, og siden begyndelsen af 1980'erne er den genudsat med held. I 1986 blev den på IUCN's Rødliste klassificeret som moderat truet, men i 2011 blev den omklassificeret til sårbar. Det estimeredes det år, at der fandtes omkring 1.000 individer i vild tilstand samt 6-7.000 i fangenskab fordelt over hele verden.
Dyrene lever i flokke på normalt mellem to og femten individer af begge køn, men der er rapporteret om flokke på op imod 100 dyr. De hviler normalt om dagen og indtager derfor typisk føde om natten. Den arabiske oryx lever primært af græsarter, men kan også tage for sig af en række andre plantearter. Flokkene har en god sans for kommende regn og kan vandre i store områder for at udnytte regnen og det græs, der kommer frem i den forbindelse. 